# Pelocypris lenzi
Pelocypris lenzi är en kräftdjursart som beskrevs av Walter Klie 1939. Pelocypris lenzi ingår i släktet Pelocypris och familjen Cyprididae. Inga underarter finns listade i Catalogue of Life.